# Theisseil
Theisseil är en kommun och ort i Landkreis Neustadt an der Waldnaab i Regierungsbezirk Oberpfalz i förbundslandet Bayern i Tyskland. 
Den tidigare kommunen Ilsenbach uppgick 1 januari 1972 i Theisseil följt 1 januari 1978 av Eppenreuth och Wurz.
Kommunen ingår i kommunalförbundet Neustadt an der Waldnaab tillsammans med köpingen Parkstein och kommunerna Kirchendemenreuth, Störnstein och Püchersreuth.